# Bulbophyllum montanum
Bulbophyllum montanum là một loài phong lan thuộc chi Bulbophyllum.